# Batalla de Immae
La batalla de Immae se libró en el año 272 entre el ejército romano del emperador Aureliano, y los ejércitos del Imperio de Palmira, cuya líder, la reina Zenobia, había usurpado el control romano sobre las provincias orientales.

## Antecedentes y preludio de la guerra
Durante la crisis del siglo III, Roma había perdido su capacidad de defender sus provincias orientales de la invasión sasánida. Septimio Odenato, un cacique de Palmira, improvisó un ejército que tuvo mucho éxito en repeler el ataque sasánida. Tuvo tanto éxito que Galieno lo convirtió en rey y protector del imperio oriental. Después de su muerte, su esposa la reina Zenobia asumió el control directo, a través de su hijo, de las provincias orientales del Imperio Romano que estaban bajo la protección de Palmira. A través de una astuta diplomacia logró expandir sus posesiones en Egipto y convenció a gran parte de Asia Menor de que llamara a Palmira su capital, forjando efectivamente un Imperio Palmireno. Públicamente mantuvo la fachada de una sociedad con Roma colocando en todo momento a su hijo en la posición subordinada a Aureliano en todos los documentos oficiales, membretes y monedas que se acuñaron.
A los ojos de Aureliano, su entrada en Egipto, todavía considerada una provincia estrictamente personal del emperador, fue nada menos que una declaración de guerra. A pesar de esto, Aureliano no había podido desafiar sus acciones directamente debido a la constante invasión de las tribus germánicas. Finalmente, después de devastadoras victorias sobre los Alamanni, fortificando la región con murallas y abandonando Dacia, sintió que Roma era lo suficientemente segura para comenzar una campaña hacia el este.

## Preparativos

### Preparativos romanos
Al darse cuenta de que su ejército era demasiado engorroso para invadir Egipto de manera efectiva, Aureliano envió a uno de sus generales con una flota para intentar expulsar a la guarnición de Palmira estacionada allí. Mientras tanto, una vez que el emperador Aureliano restauró su ejército a su plena potencia, comenzó a marchar hacia la ciudad de Antioquía.

### Preparativos de Palmira
Al darse cuenta de que la farsa había terminado, la reina Zenobia dejó de fingir e hizo declarar a su hijo como Augusto y movilizó un ejército para enfrentarse a Aureliano en el campo bajo el mando de su capaz general Zabdas.

## La batalla
Ambos ejércitos tomaron el campo cerca de Antioquía en Immae, cerca de Reyhanli, en Turquía, en formaciones de batalla tradicionales con la infantería en el centro y la caballería en los flancos. Zabdas tenía dos grandes ventajas a su disposición: la primera era la superioridad de sus catapultas, y la segunda era el calor extremo al que los romanos no estaban adaptados. Aureliano comprendió también la situación y planeó utilizar una táctica implementada por Claudio Gótico contra los godos, convirtiendo ambas desventajas en ventajas decisivas.
Después de algunas escaramuzas, Zabdas quiso tomar la iniciativa y pidió una carga de caballería que obligó a Aureliano a contrarrestarla con su propia carga de caballería. Cuando las dos fuerzas estaban cerca de enfrentarse a la caballería ligera romana, de repente rompieron filas, huyeron y abandonaron el campo de batalla. Zabdas, oliendo la sangre y una victoria segura, ordenó a sus mucho más pesadas catapultas que le persiguieran. Después de un tiempo, la larga persecución y el sol ardiente empezaron a desgastar más a los hombres y caballos fuertemente blindados de Palmira, pero su aparente confianza inquebrantable en la superioridad de su caballería les incitó a seguir cabalgando. En un punto predeterminado, los romanos dieron la vuelta y de repente atacaron a la exhausta y sorprendida caballería. La trampa fue devastadora, y muy pocos de la caballería del Palmira lograron regresar con vida.
Después de escuchar la destrucción de su caballería, Zabdas se dio cuenta de que el día estaba perdido. Su infantería no era rival para los legionarios endurecidos por la batalla e inmediatamente ordenó una retirada completa a Antioquía. Entendiendo la inevitabilidad de la caída de Antioquía, la Reina Zenobia y Zabdas reabastecieron sus fuerzas y las trasladaron bajo el amparo de la oscuridad de Antioquía a Emesa.

## Consecuencias
Por la mañana, los altos funcionarios de Antioquía descubrieron que habían sido abandonados y la reputación de Aureliano de retribución salvaje comenzó a llenarlos de un miedo paralizante. Al no tener elección, abrieron sus puertas a Aureliano y se prepararon para lo peor. En un movimiento sorpresa, Aureliano no mató a los altos mandos ni permitió que sus tropas saquearan la ciudad, sino que concedió una amnistía general. Esta muestra de misericordia tuvo un efecto dominó en todo el este, ya que ciudad tras ciudad, sin temor a represalias, aceptaron su pacífica reincorporación al redil del Imperio Romano.